# Pueblo Rico
Pueblo Rico – miasto w Kolumbii, w departamencie Risaralda.